# Maihueniopsis tarapacana
Maihueniopsis tarapacana ist eine Pflanzenart in der Gattung Maihueniopsis aus der Familie der Kakteengewächse (Cactaceae). Das Artepitheton tarapacana verweist auf das Vorkommen der Art in der chilenischen Region Tarapacá.

## Beschreibung
Maihueniopsis tarapacana bildet Polster. Die eiförmigen Triebabschnitte sind bis zu 2 Zentimeter lang und weisen Durchmesser von 1 Zentimeter auf. Die Glochiden sind gelblich weiß, die ein bis zwei steifen, pfriemlichen Dornen sind rötlich gelb.
Die zitronengelben Blüten weisen eine Länge von 2 bis 2,5 Zentimeter auf. Über die Früchte
und Samen ist nichts bekannt.

## Verbreitung und Systematik
Maihueniopsis tarapacana ist vermutlich in der chilenischen Region Tarapacá sowie vermutlich in der argentinischen Provinz Catamarca verbreitet.
Die Erstbeschreibung als Opuntia tarapacana erfolgte 1891 durch Rudolph Amandus Philippi. Friedrich Ritter stellte die Art 1980 in die Gattung Maihueniopsis. Ein Synonym ist Tephrocactus tarapacanus (Phil.) Backeb. (1936).

## Nachweise